# Lajos Karasz
Lajos Karasz (* 21. Juni 1924 in Nyíregyháza, Komitat Szabolcs-Ung, Königreich Ungarn; † 1. März 1999) war ein Offizier in der Volksrepublik Ungarn und zuletzt als Generalleutnant (Altábornagy) von 1974 bis 1982 stellvertretender Innenminister und Leiter der für den Staatssicherheitsdienst und die politische Geheimpolizei der Ungarischen Volksrepublik zuständigen Hauptgruppe BM III Staatssicherheit (Állambiztonsági) des Innenministeriums (Belügyminisztérium).

## Leben
Lajos Karasz, Sohn von Julianna Kazár, begann nach dem Schulbesuch 1938 eine Berufsausbildung zum Bäcker und arbeitete nach deren Abschluss von 1941 bis 1944 in der Bäckerei András Kurdi. Danach war er von 1945 bis 1949 Arbeiter in der Ostungarischen Holzbearbeitungsanlage Kelet-magyarországi Faipari Üzem und besuchte in dieser Zeit 1948 zunächst für einen Monat die Parteischule der Partei der Ungarischen Werktätigen MDP (Magyar Dolgozók Pártja). Danach war er zwischen 1949 und 1950 nacheinander Politischer Mitarbeiter, Leiter der Bildungsgruppe, Leiter der Organisationsabteilung sowie zuletzt kommissarischer Sekretär des Parteikomitees der MDP im Komitat Szabolcs. Nachdem er 1950 einen weiteren fünfmonatigen Lehrgang an der Parteischule der MDP absolviert hatte, war er zwischen 1951 und 1956 Leiter der Abteilung Partei- und Massenorganisationen des Zentralkomitees (ZK) der MDP. Er war 1955 zudem Absolvent der Parteihochschule der KPdSU in der Sowjetunion sowie 1956 kurzzeitig Sekretär des MDP-Parteikomitees seiner Geburtsstadt Nyíregyháza und war daraufhin im Dezember 1956 kurzzeitig als Leutnant (Hadnagy) in der Politischen Untersuchungsabteilung des Polizeipräsidiums Budapest BRFK (Budapesti Rendőr-főkapitányság).
Danach war Karasz zwischen 1957 und 1960 Sekretär des Parteikomitees von Nyíregyháza der Ungarischen Sozialistischen Arbeiterpartei MSZMP (Magyar Szocialista Munkáspárt), der Nachfolgerin der MDP, und hatte zuvor im Januar 1957 am Aufbau der MSZMP im Komitat Szabolcs-Szatmár teilgenommen. 1960 übernahm er im Range eines Oberstleutnants (Alezredes) den Posten als Leiter der Personalabteilung des Innenministeriums (Belügyminisztérium) und war nach seiner darauf folgenden Beförderung zum Oberst (Ezredes) zwischen 1962 und 1966 Leiter der Gruppe BM III/II Spionageabwehr (Kémelhárítás). Anfang 1963, dem ersten Jahr der Kádár-Konsolidierung, befahl Karasz allen seinen 20 Unterabteilungen (19 in den Komitaten und eine in Budapest), nach Daten über alle Ungarn zu suchen, die sich "den feindlichen imperialistischen Armeen" angeschlossen hatten, d. h. die französische Fremdenlegion und die US-Armee (etwa acht- bis zehntausend Mann). Leider sind im Historischen Archiv des Staatssicherheitsarchivs ÁBTL nur zwei Akten erhalten geblieben: das Komitat Győr-Soprom (betreffend die US-Soldaten) und das Komitat Pest (betreffend die Fremdenlegionen). Anschließend fungierte er von 1966 bis 1971 zunächst als stellvertretender Leiter sowie zwischen 1971 und 1974 als erster stellvertretender Leiter der Hauptgruppe BM III im Innenministerium und wurde 1967 zum Generalmajor (Vezérőrnagy) befördert.
Zuletzt wurde Lajos Karasz im Dezember 1973 stellvertretender Innenminister und Leiter der für den Staatssicherheitsdienst und die politische Geheimpolizei der Ungarischen Volksrepublik zuständigen Hauptgruppe BM III Staatssicherheit (Állambiztonsági) des Innenministeriums und bekleidete diese Funktionen bis zu seinem Eintritt in den Ruhestand am 31. Juli 1982, woraufhin Generalmajor Jenő Földesi seine Nachfolge antrat. Während dieser Verwendung war er 1977 Absolvent der Hochschule des Komitees für Staatssicherheit KGB in der Sowjetunion und erhielt zudem 1977 seine Beförderung zum Generalleutnant (Altábornagy).
Lajos Karasz wurde am 10. Mai 1999 auf dem Új köztemető im X. Bezirk von Budapest beerdigt.

## Weblink
- Karasz Lajos. In: Historisches Archiv der Staatssicherheitsdienste (Állambiztonsági Szolgálatok Történeti Levéltára). Abgerufen am 4. März 2023 (ungarisch).